# Histoire des Juifs en Bosnie-Herzégovine

## Origines

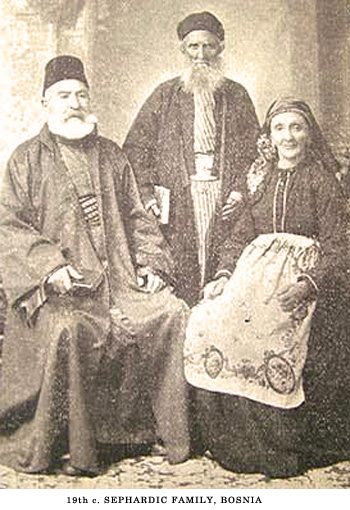
Juifs séfarades de Bosnie, XIXe siècle

À Dabravina près de Zenica, se trouvent les traces d'une antique synagogue qui serait d’époque romaine ou byzantine. 
La présence juive est donc ancienne, petite diaspora originaire des autres territoires des Balkans ou du Proche-Orient.
La communauté juive de Bosnie-Herzégovine est d'origine sépharade et de langue judéo-espagnole. Elle s'est établie à Sarajevo en 1541, en tant qu'intermédiaires et négociants, sous le régime du Grand Vizir (en) Hadim Alibeg puis officiellement en 1565 sur tout le territoire. 
En 1581, on dénombre 100 familles juives et la première synagogue, Il Kal Grande, est construite à Sarajevo en 1581. Elle abrite aujourd'hui le musée juif. Les Juifs ont emmené avec eux une Haggadah, enluminure séfarade datant des XIIe – XIVe siècles. 
Remontant aux débuts de la domination ottomane sur la Bosnie, le Vieux Temple (Il Kal Vijezu) de Sarajevo subsiste de cette période. Celle du Nouveau Temple (Il Kal Muevu) toujours à Sarajevo date du XVIIIe siècle.

## Au tournant duXIXe-XXesiècle
Les résultats de l'urbanisation font qu'entre 1879 et 1910, les Juifs habitent à plus de 93 % en ville et environ 6 % d'entre eux dans des villages. Avec l'arrivée d'ashkénazes à partir de 1879, la présence de Juifs est attestée dans 30 villes, en 1885 dans 50 villes, en 1895 dans 58 villes et en 1910 dans 62 villes de Bosnie-Herzégovine. 

## La Shoah en Bosnie-Herzégovine
En 1940, il y a environ 14 000 Juifs en Bosnie-Herzégovine dont 10 000 à Sarajevo. 

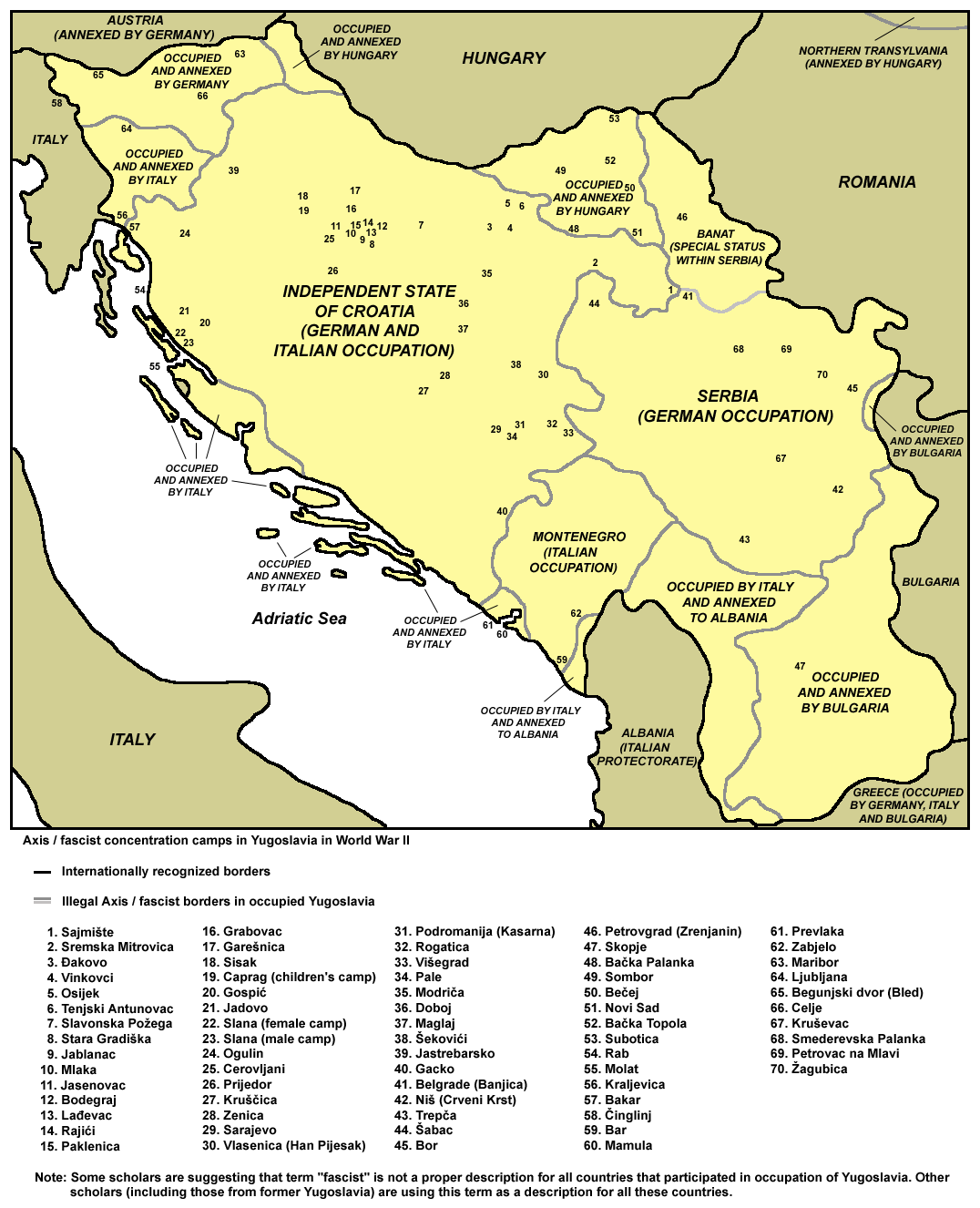
Camps de concentration en ex-Yougoslavie, IIème Guerre mondiale

Après l'invasion de la Yougoslavie par les forces de l'Axe, entrant ainsi dans la Seconde Guerre mondiale, un État indépendant de Croatie est créé le 10 avril 1941 englobant la Bosnie-Herzégovine. Les persécutions commencent immédiatement contre les Juifs. Le 16 avril 1941, les quatre synagogues de Sarajevo sont détruites par les nazis. Après la capitulation, le reste de la Bosnie-Herzégovine, est intégré à l'État indépendant de Croatie, dirigé par le gouvernement pronazi des oustachis d'Ante Pavelić. 

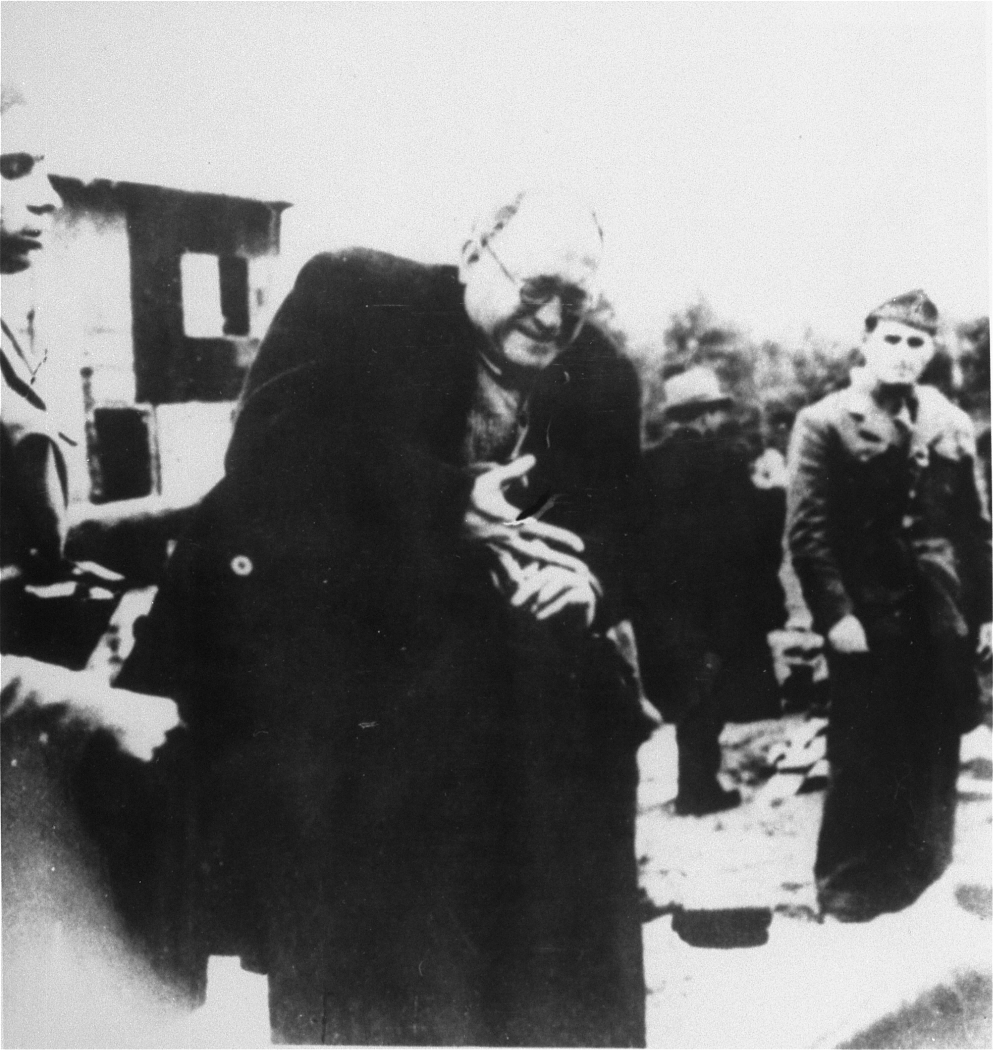
L'industriel juif de Zagreb, Teodore Grunfeld (1879-1942), forcé de retirer son alliance à son arrivée au camp de Jasenovac, avant d'être tué, 1941-1942

Comme dans toutes les régions sous son contrôle, le gouvernement oustachi entreprend la déportation et la liquidation physique des Juifs ainsi que des Serbes et des communistes. Cette situation entraîne des mouvements de résistance organisés par les Partisans communistes de Tito, auxquels participèrent de nombreux musulmans et Croates, notamment dans les monts Majevica, Birač, Ozren et Trebava, à proximité de Tuzla, ou encore au village de Husino. L'historien serbe Dušan T. Bataković commente ainsi cette période de l'histoire : « Une partie de l'élite musulmane exprima, dès le début de la guerre, sa préoccupation devant les exactions commises contre les Serbes et les prémices du conflit interconfessionnel, se désolidarisant ainsi du nouveau régime et condamnant les crimes contre les Serbes et les juifs, ainsi que les musulmans qui y avaient pris part ».[réf. souhaitée]
Entre août et novembre 1941, la plupart des Juifs de Bosnie sont enfermés dans des camps de concentration par l’État croate. 

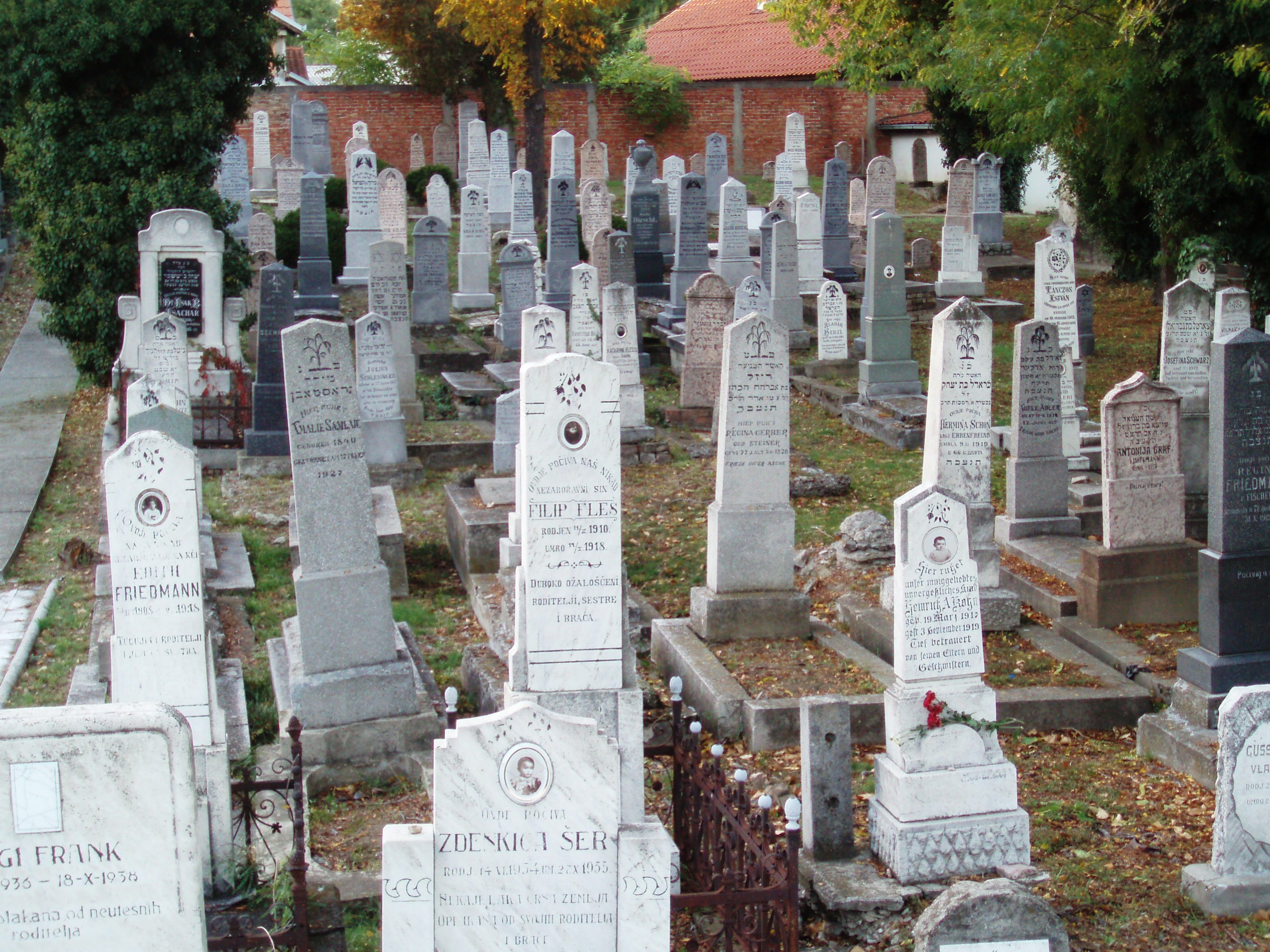
Tombes d'enfants juifs, surmontées d'un saule pleureur au cimetière de Zemun

Les prisonniers (femmes et enfants compris) juifs ainsi que serbes chrétiens orthodoxes, Tziganes, résistants aux nazis et aux oustachis sont déportés, notamment dans le camp de Jasenovac créé entre août 1941 et février 1942 par les autorités de l'État indépendant de Croatie, le plus grand en Croatie, le plus sadique et cruel, dirigé par le général oustachi Vjekoslav Luburić. Ce camp ne possédant pas de chambres à gaz, les victimes y sont tuées de « 57 façons différentes », par épuisement au travail, par maladies, en les affamant, avec des armes à feu et des armes blanches (marteaux, couteaux) ou des pierres,,. Elles sont enterrées alors que d'autres sont brûlées dans des fours crématoires. Gideon Greif, historien israélien spécialisé dans l'histoire de l'Holocauste, déclare en octobre 2017 « que le camp de Jasenovac était le camp de concentration le plus monstrueux de la Seconde Guerre mondiale, bien pire qu'Auschwitz ou les autres camps, et cela en raison du fait que le camp n'était pas tenu par des Allemands, mais par des Croates qui jouissaient de la souffrance de leurs victimes. Il a ajouté que le révisionnisme à ce sujet est une autre façon de tuer les victimes.
Les chiffres varient selon les sources. 10 000 Juifs de Bosnie sont assassinés sur les 12 000 que comptait la communauté.

## Après-guerre

### Durant la guerre de Bosnie
Informés par des amis israéliens et américains du risque de conflit, les Juifs de Bosnie se préparent à la guerre en achetant notamment des aliments et des médicaments. Et quand la guerre éclate en 1992, la communauté procède à l’évacuation des aînés vers la Croatie et la Serbie et des enfants vers Israël.
À Sarajevo, la communauté juive multiplie les actions humanitaires, sur une base non sectaire. Des communautés juives européennes la soutiennent mais aussi l’American Jewish Joint Distribution Committee (JDC) et le World Jewish Relief. (en) La Benevolencijia, société culturelle et éducative juive en activité de 1892 à 1941 et depuis la fin de la Guerre froide, aide tous les citoyens de Sarajevo et, plus largement, de Bosnie-Herzégovine, sans distinction de croyance, procédant notamment à l’évacuation de quelque 3 000 réfugiés musulmans, serbes et croates en dehors de la capitale bosniaque. Elle s’est ainsi imposée comme l’unique organisation humanitaire bosniaque partenaire du Haut commissariat des Nations unies aux réfugiés (HCR). Le club de femmes de l’association Bohoreta – du nom de (en) Laura Papo-Bohoreta, écrivain féministe sépharade de Sarajevo du début du XXe siècle –, s’est particulièrement distingué durant la guerre, entre 1992 et 1995 en portant assistance aux personnes âgées et malades et aux enfants, distribuant des repas et des vêtements et servant de centre de distribution du courrier à tous les citoyens de Sarajevo quand les services postaux n’étaient pas opérationnels pendant le conflit.

### De nos jours

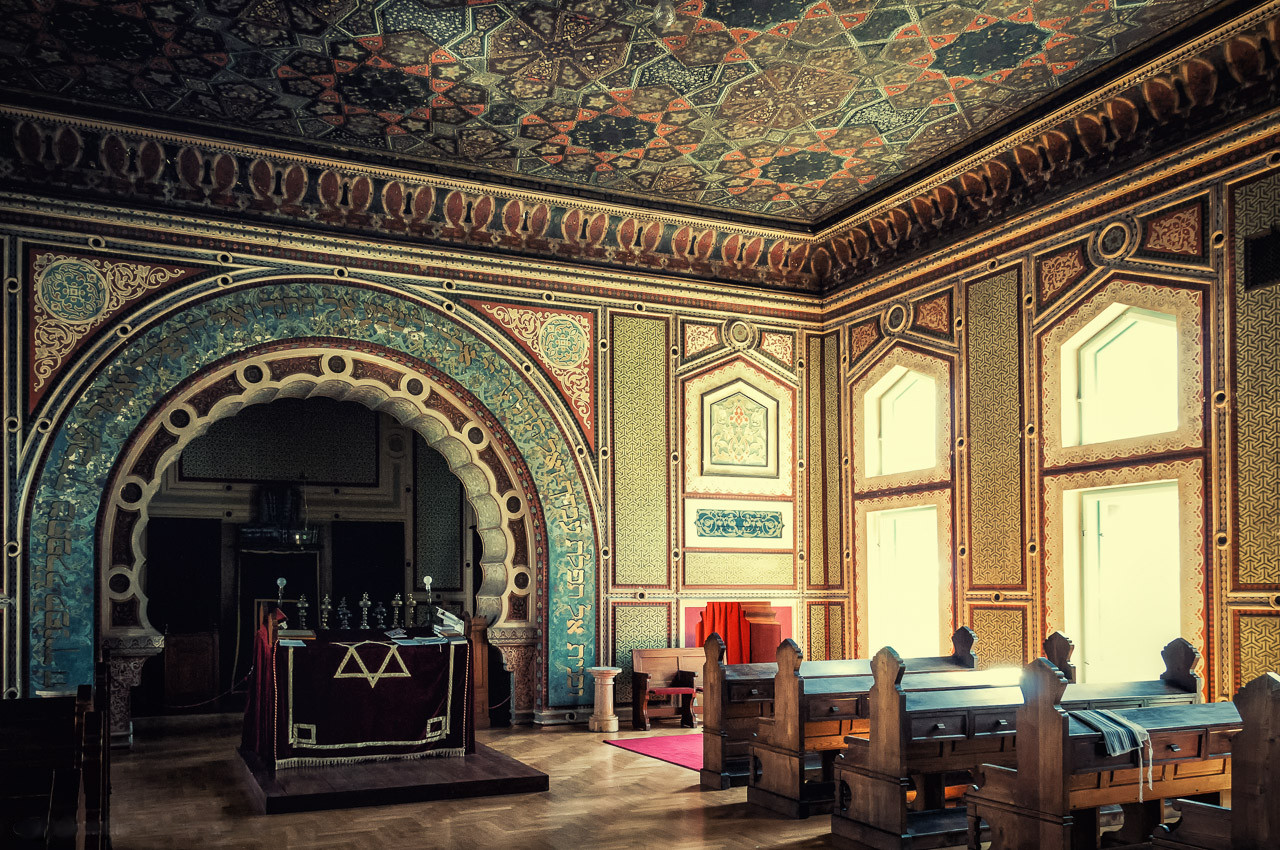
Intérieur neo-mauresque de la Aškenaška sinagoga de Sarajevo

En 2011, 1 000 Juifs vivent en Bosnie dont 700 à Sarajevo où la synagogue est en fonctionnement. Environ 75 % des Juifs de la ville sont sépharades, toutefois, seuls les plus âgés parlent encore le ladino.
Une autre synagogue est en activité à Doboj et d’autres sont en projet à cette même date à Mostar et à Banja Luka. 
La communauté juive de Bosnie-Herzégovine est particulièrement active sur les plans social et culturel et est en outre très engagée dans le dialogue inter-religieux. Les différentes communautés juives d’ex-Yougoslavie organisent chaque année des manifestations communes, à l’instar du festival de culture juive Bejahad, qui, pendant sept jours, réunit plus de 300 de ses représentants.

## Galerie

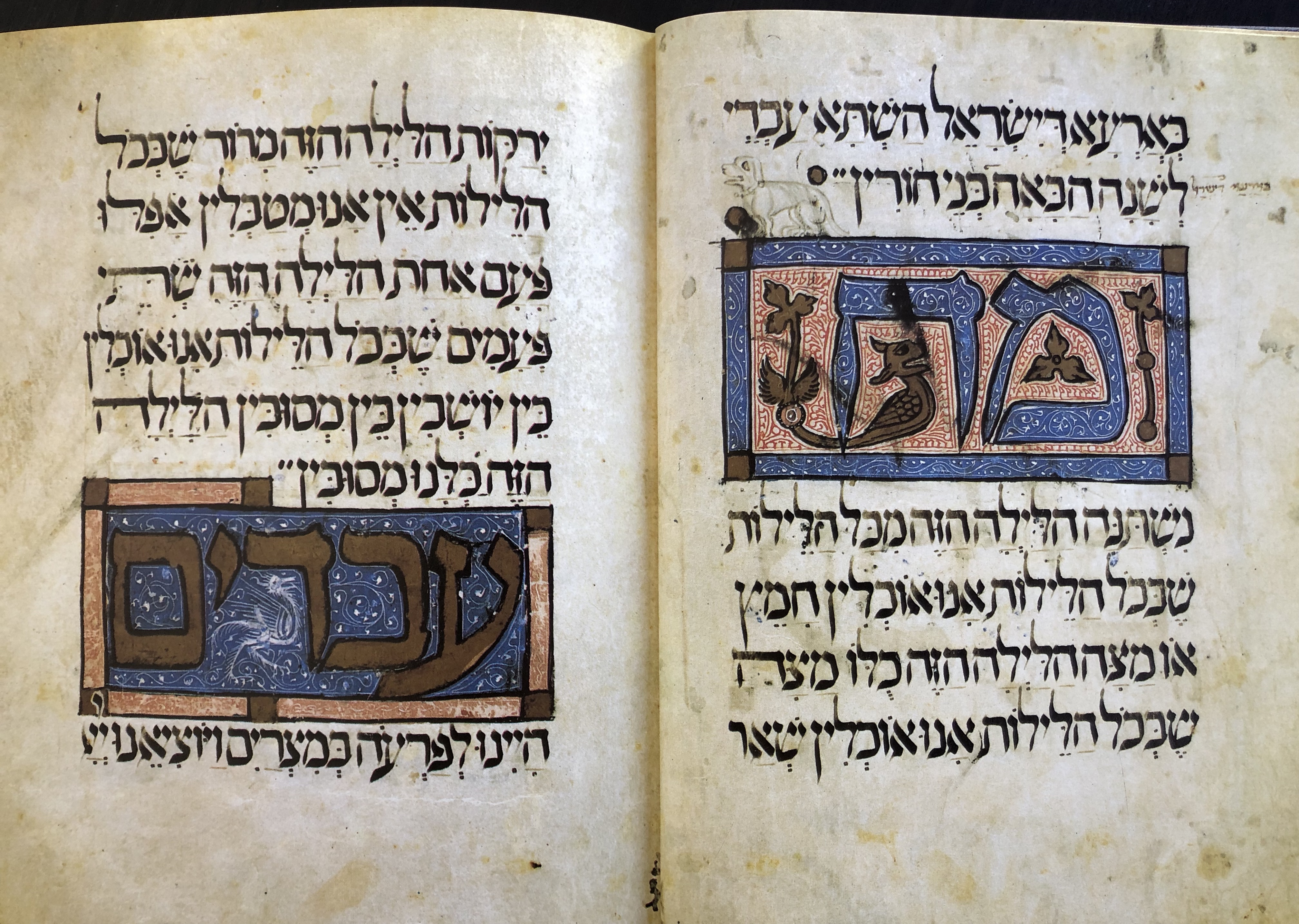
Pages Ma Nishtana dans la Haggadah de Sarajevo, XVe
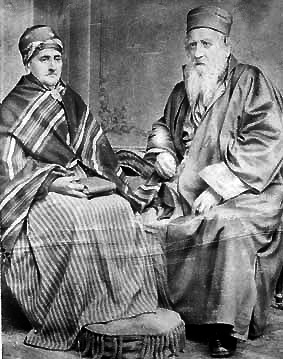
Rabbi Yehuda Hay Alkalay (Sarajevo 1798 - Jérusalem 1878) et son épouse Esther, 1874
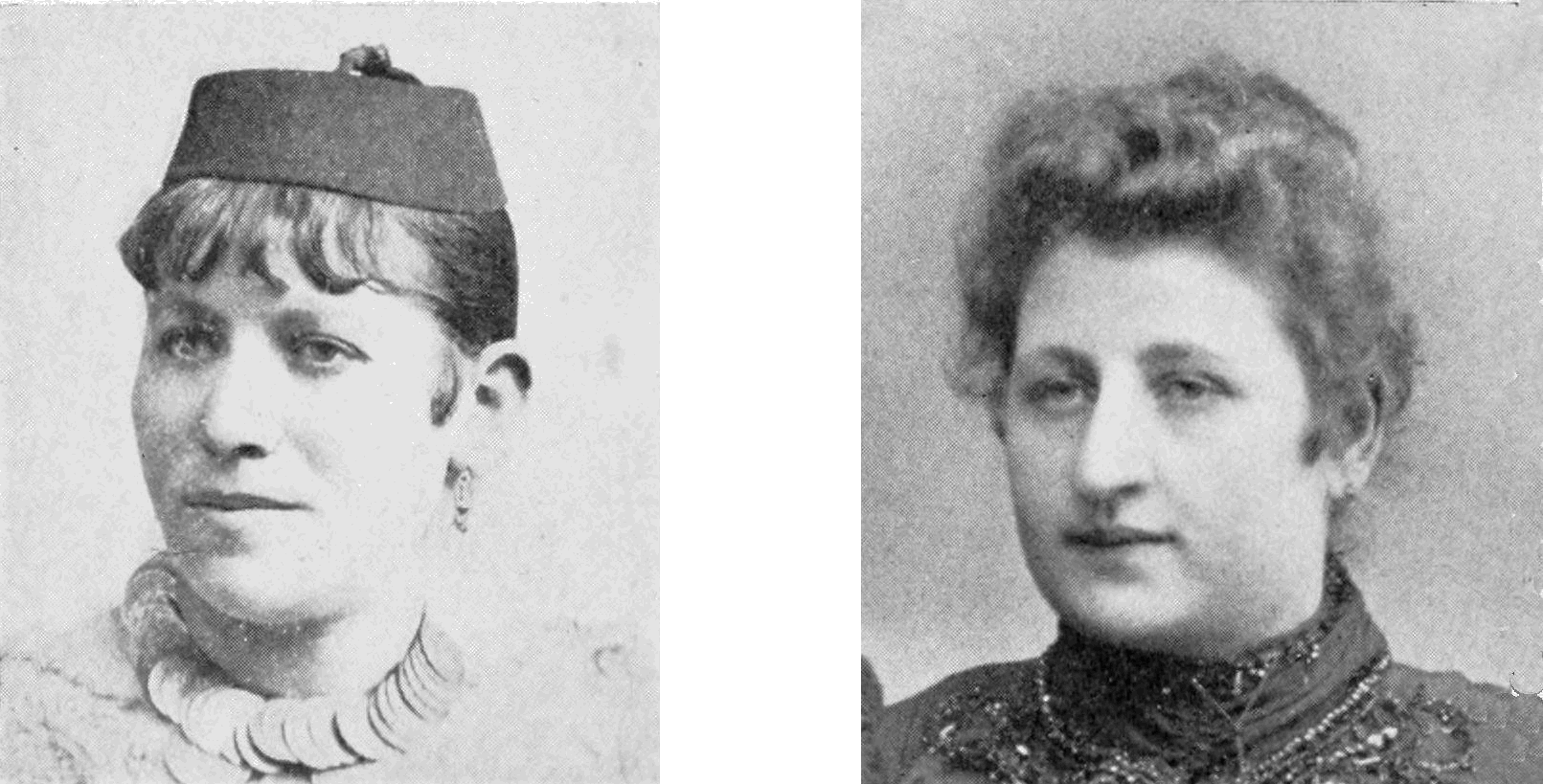
Femmes juives de Bosnie et Russie, v. 1898
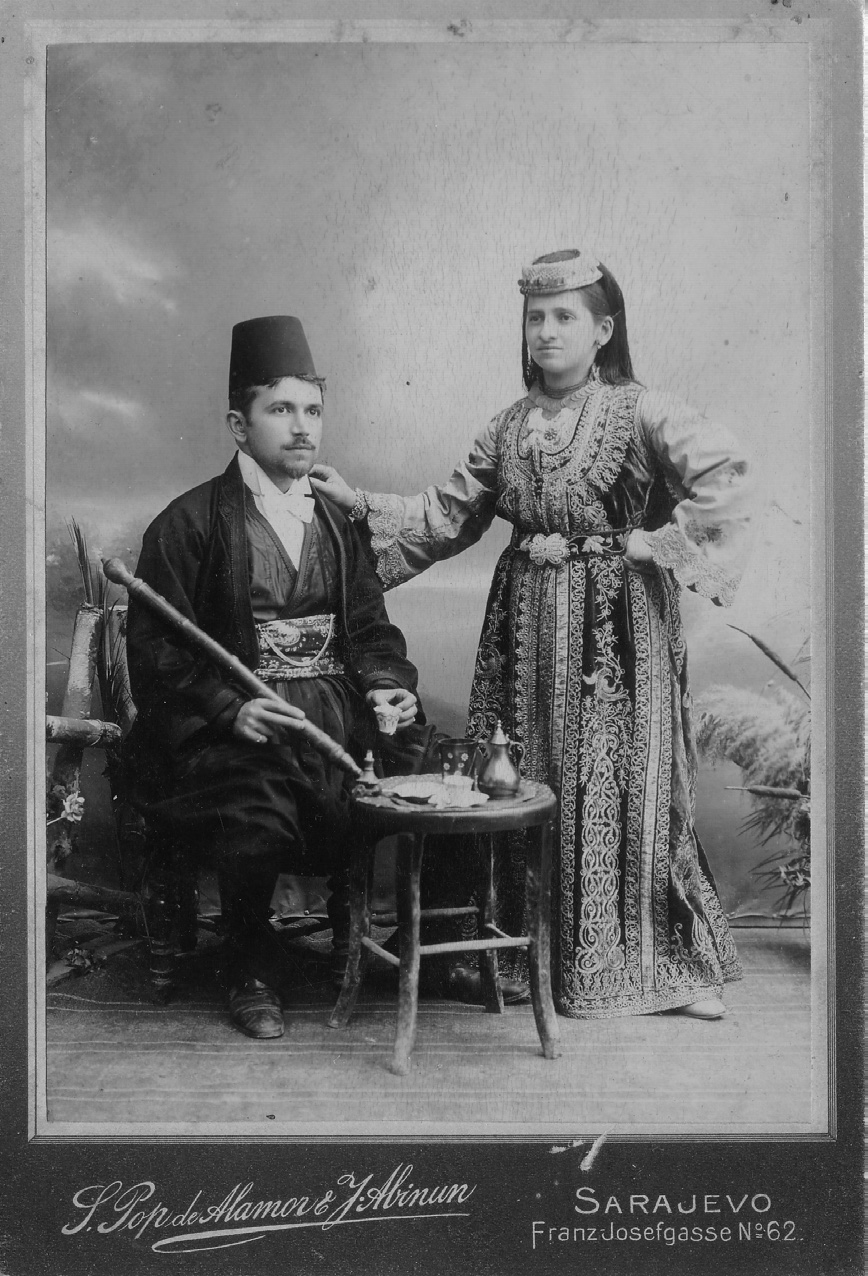
Couple séfarade de Sarayevo, v. 1900
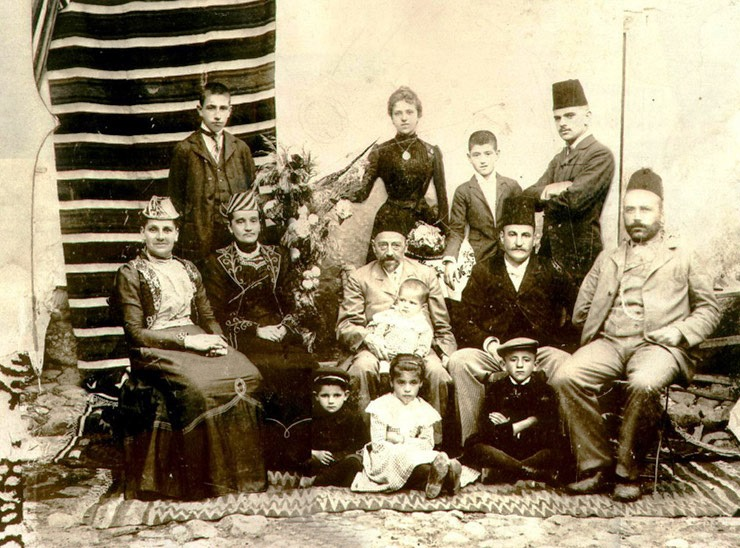
Famille juive séfarade à Sarajevo, fin XIXe
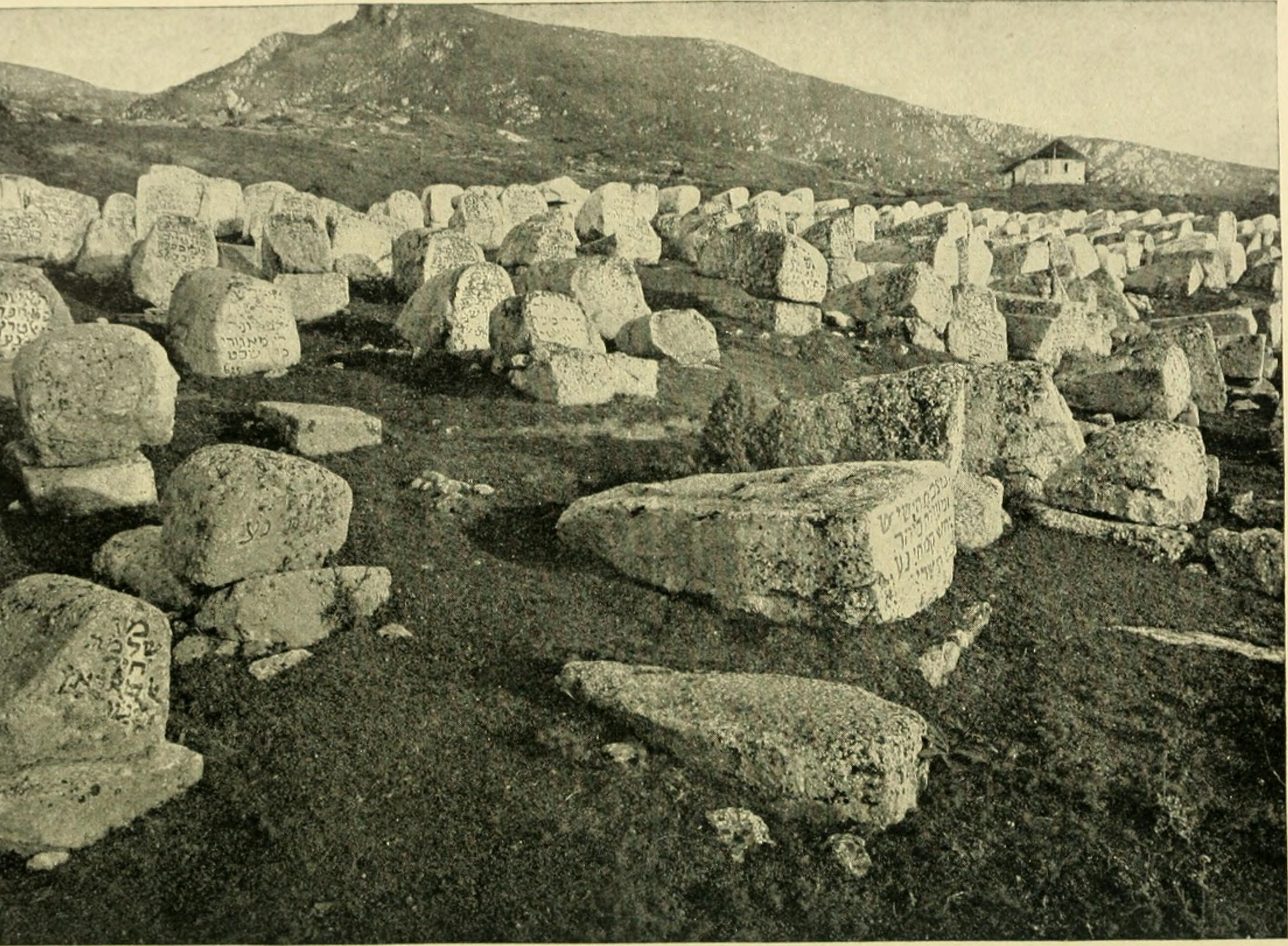
Anciennes pierres tombales juives composées de rochers (pour les Juifs pauvres) sur la colline de Trebevic près de Sarayevo, 1903
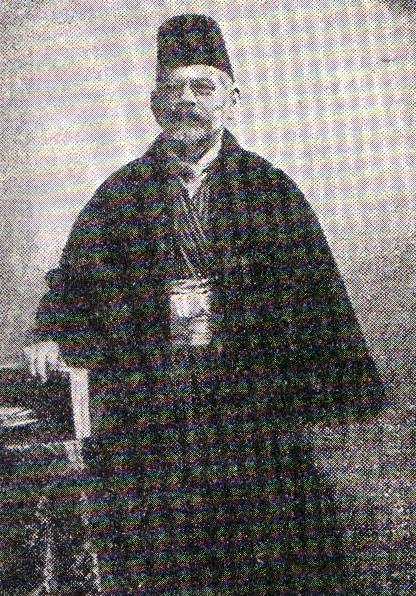
(en)Moshe ben Rafael Attias, dit aussi Moshe Rafajlovic ou Zeki Effendi (Sarajevo, 1845-2 juillet 1916), Juif bosniaque érudit de l'islam et de littérature persane médiévale, av. 1916
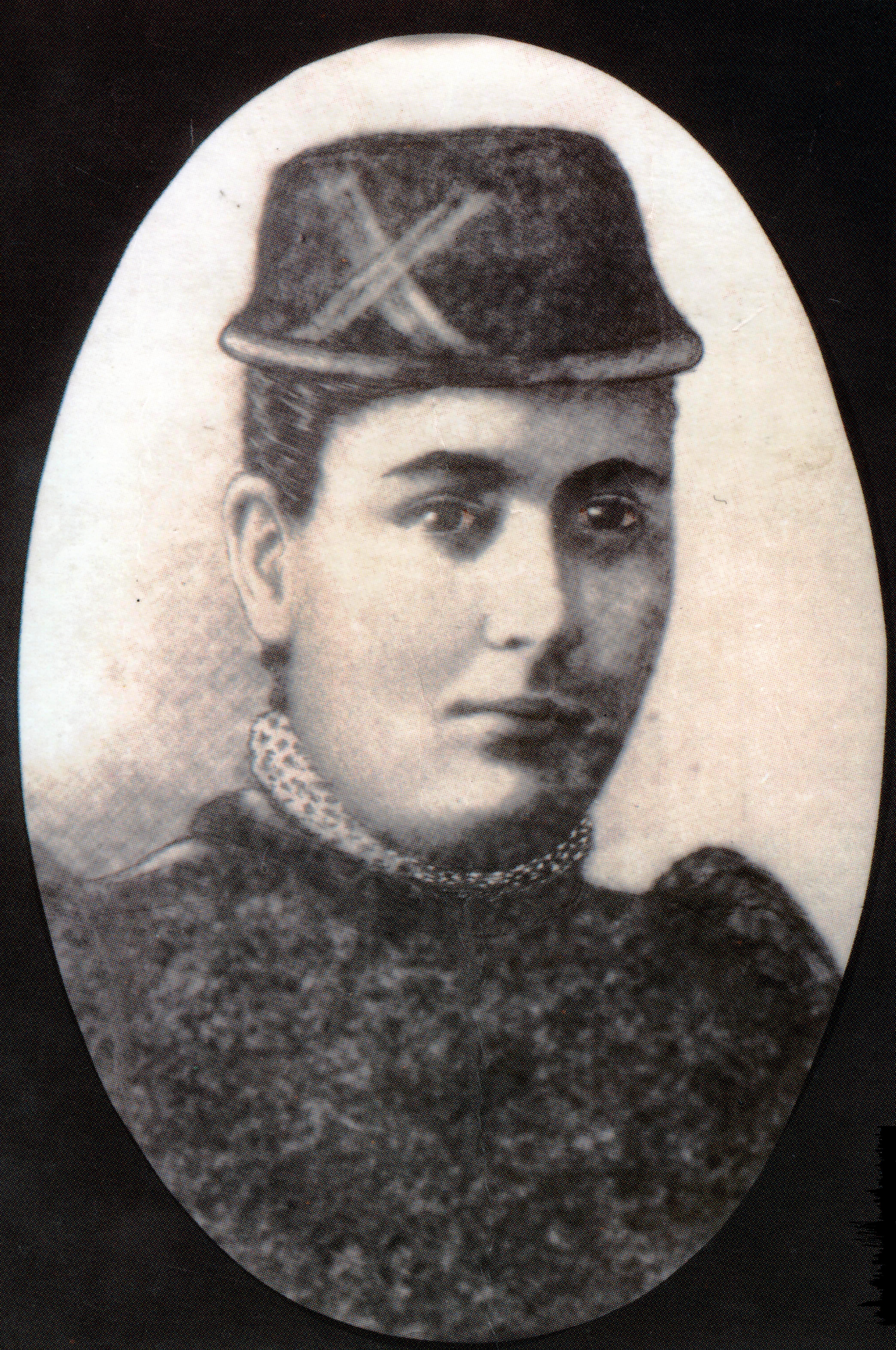
(en)Laura Papo Bohoreta née Luna Levi (Sarajevo 1891-1942), écrivain, traductrice et féministe séfarade, 1918
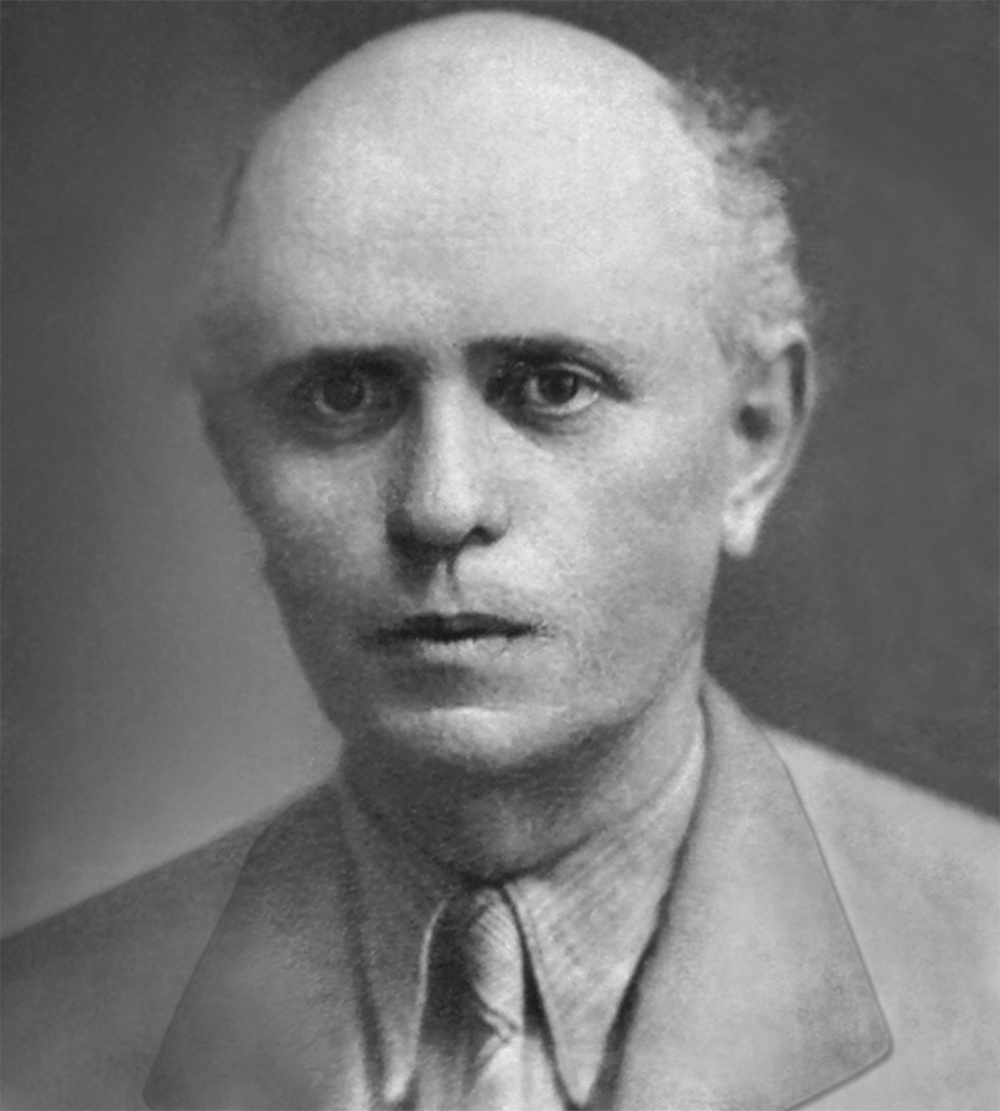
(he)Moshe David Gaon (Travnic 1889-1958 Jérusalem), historien, érudit du monde séfarade, bibliographe, éducateur, journaliste, poète, pionnier de la recherche en ladino, av. 1947
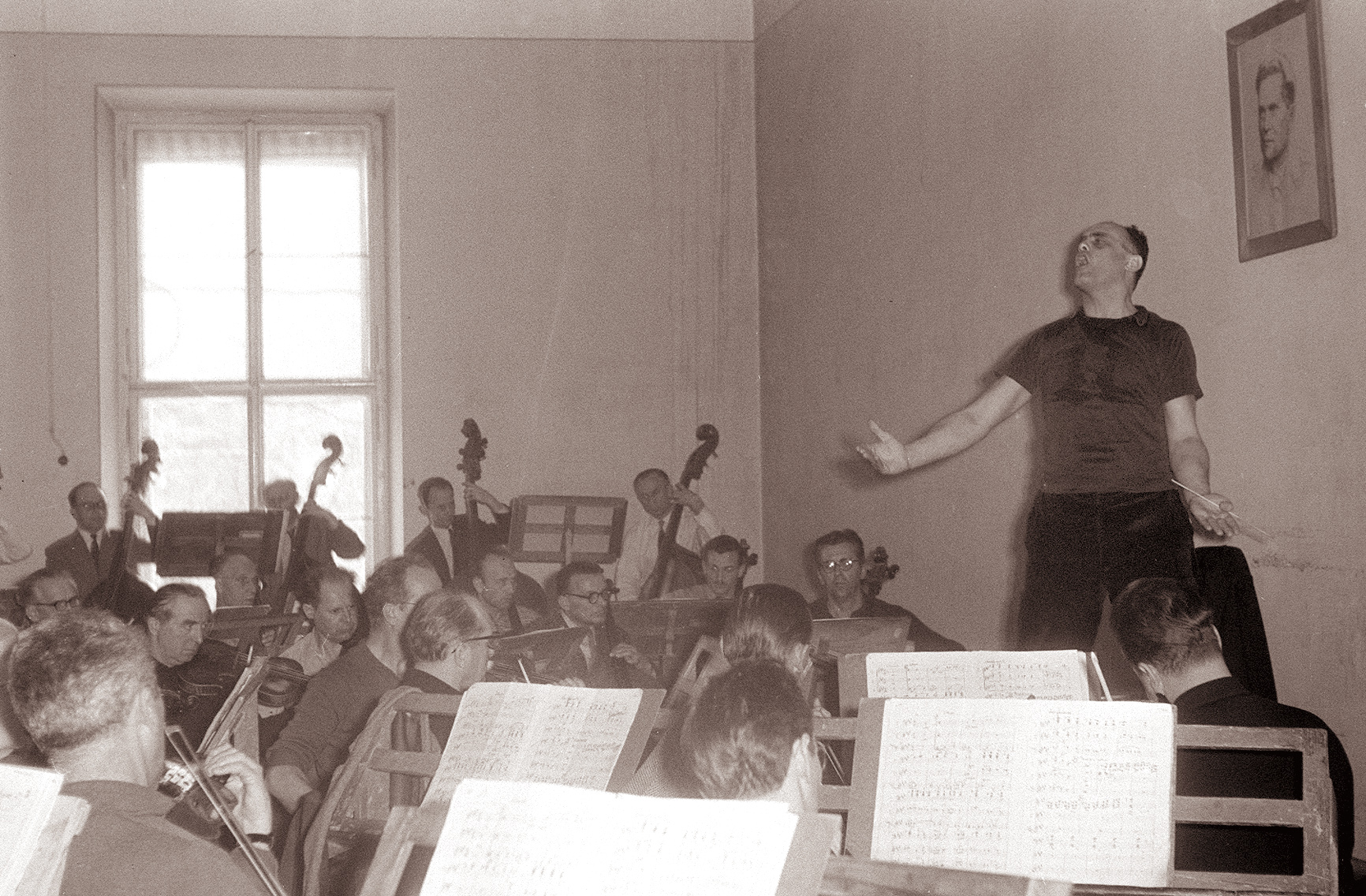
(en)Oskar Danon (Sarayevo 1913-2009 Belgrade), compositeur et chef d'orchestre, ici à Maribor en 1961
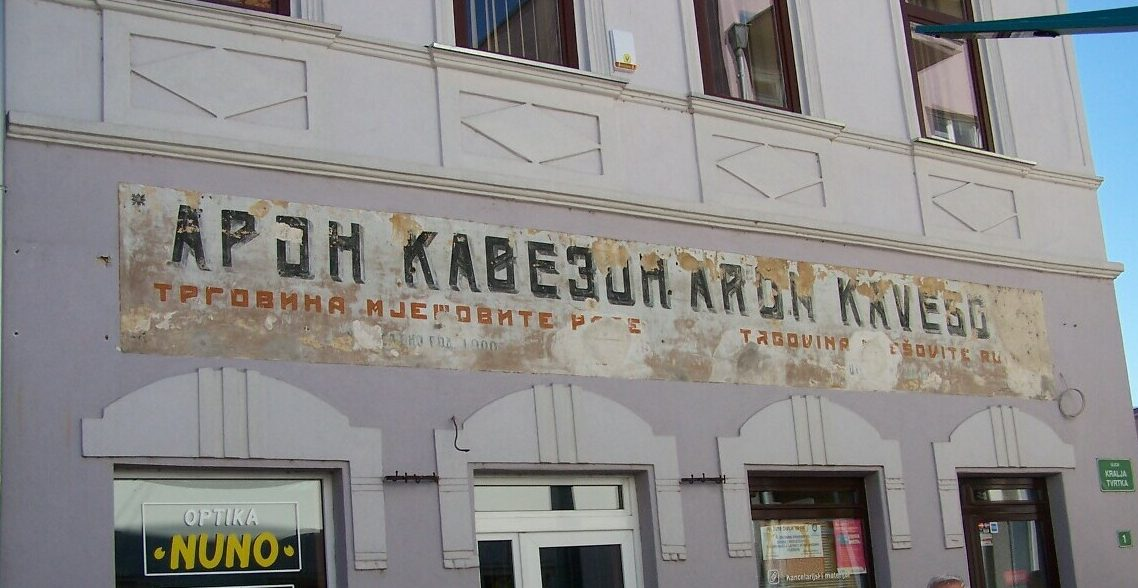
Maison avec le nom de l'ancien épicier juif Aron Kaveson à Bihać
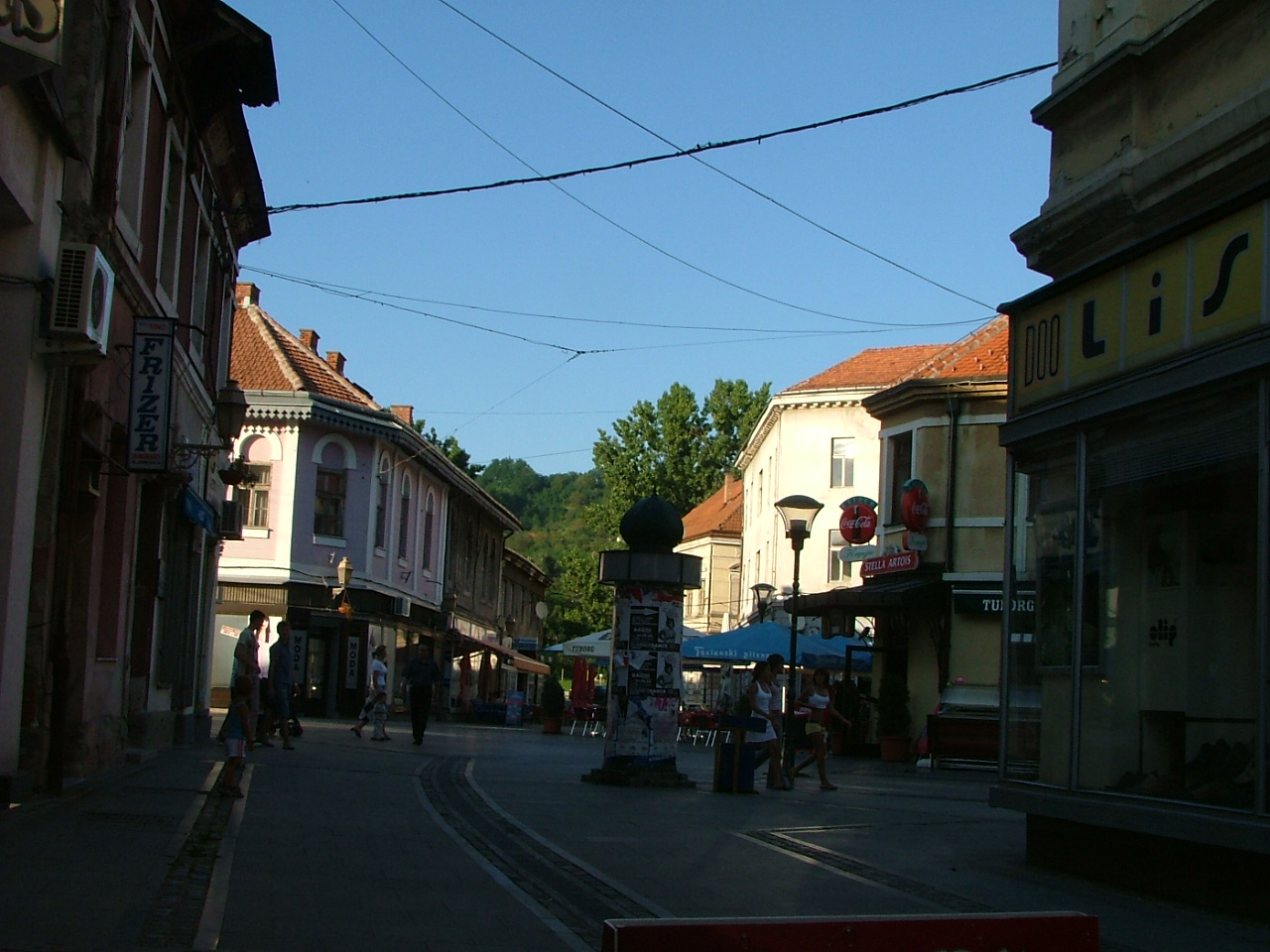
Quartier juif (Jevrejska Ulica) de Tuzia en Bosnie
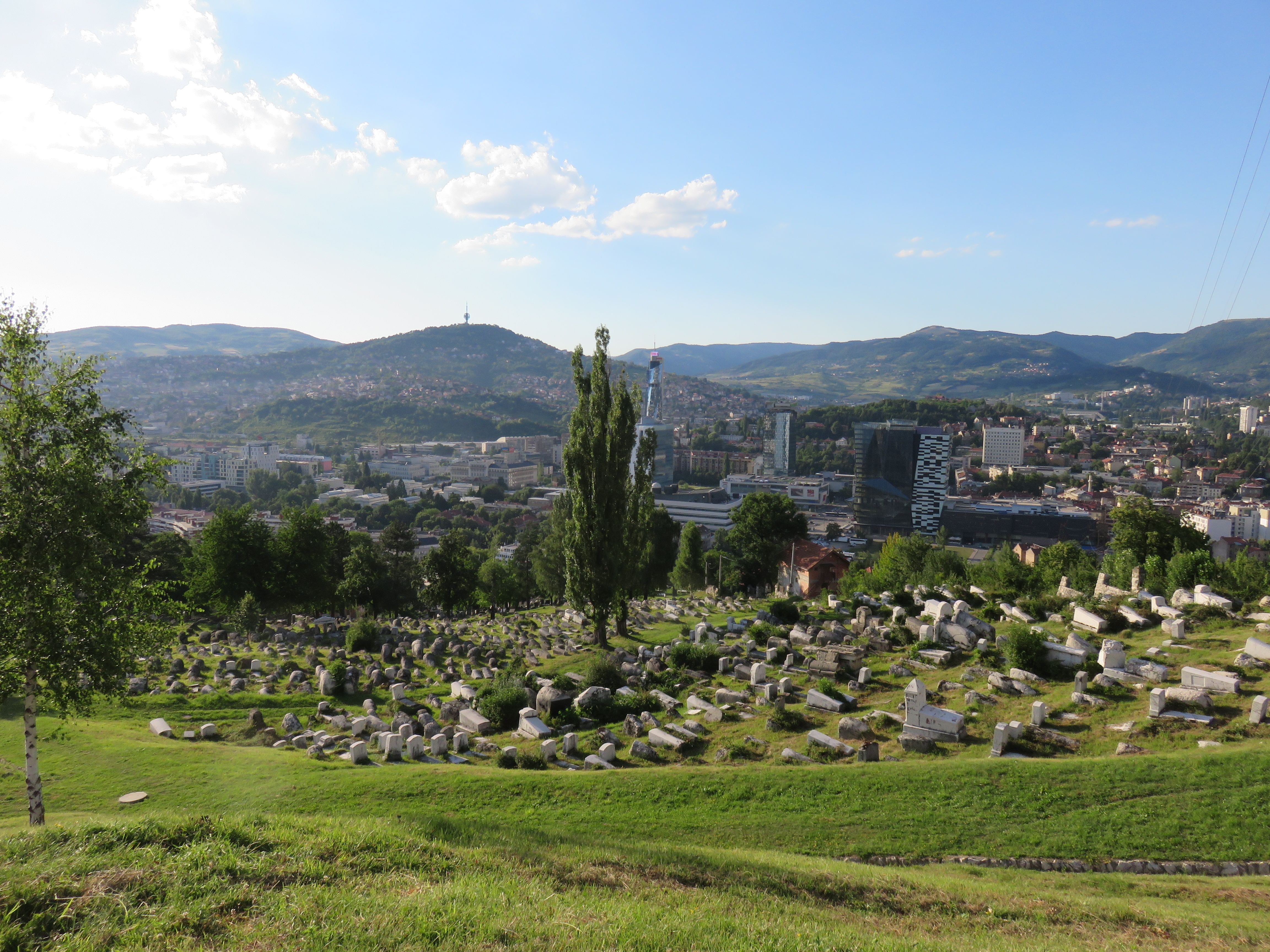
Vieux cimetière de Sarajevo
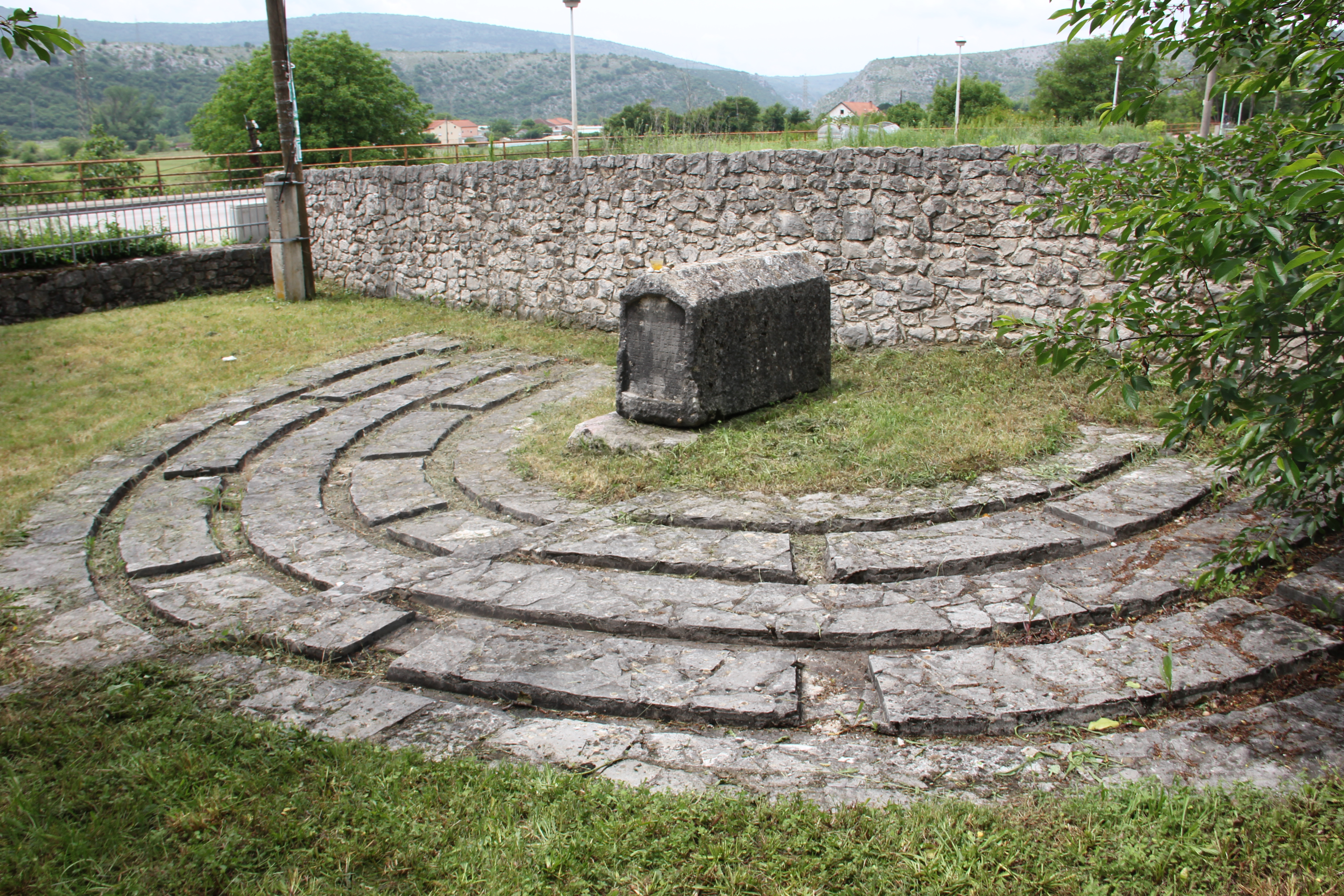
Tombe de rabbi Moshe Danon, Grand-rabbin de Sarajevo (1815-1830), à Stolac
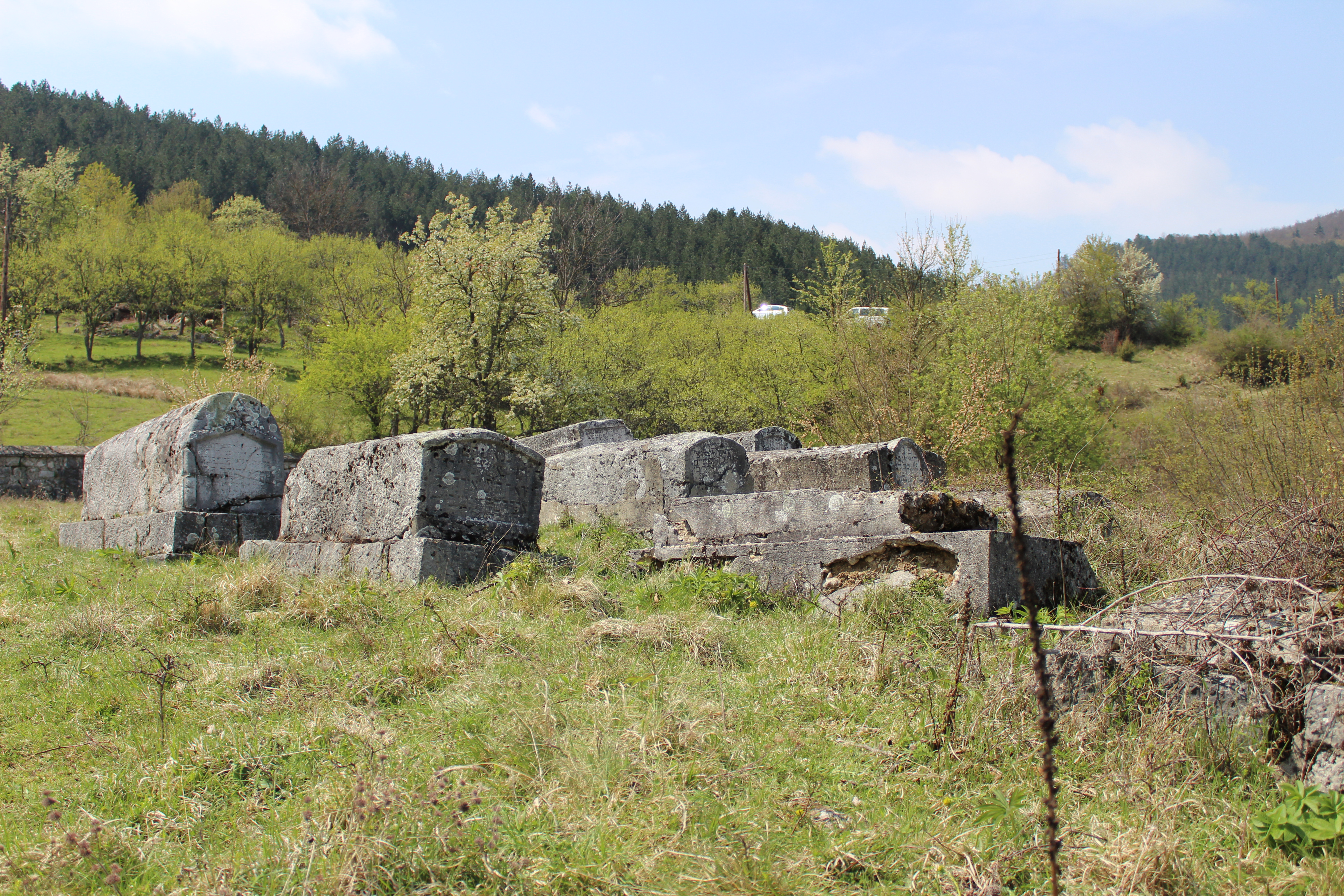
Cimetière juif de Rogatica

### Synagogues

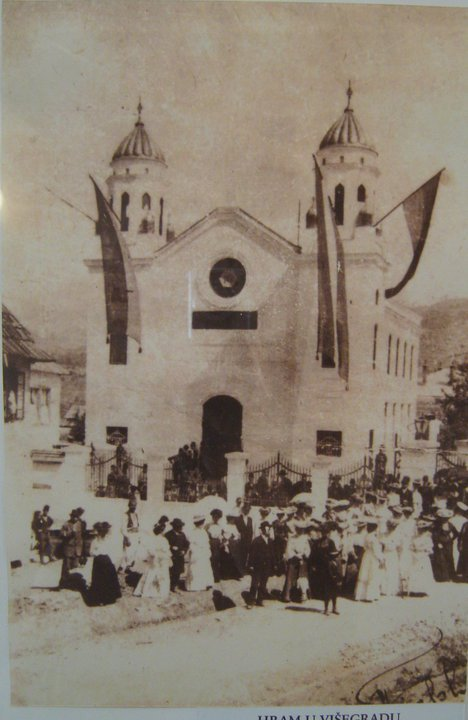
Synagogue de Višegrad, 1905
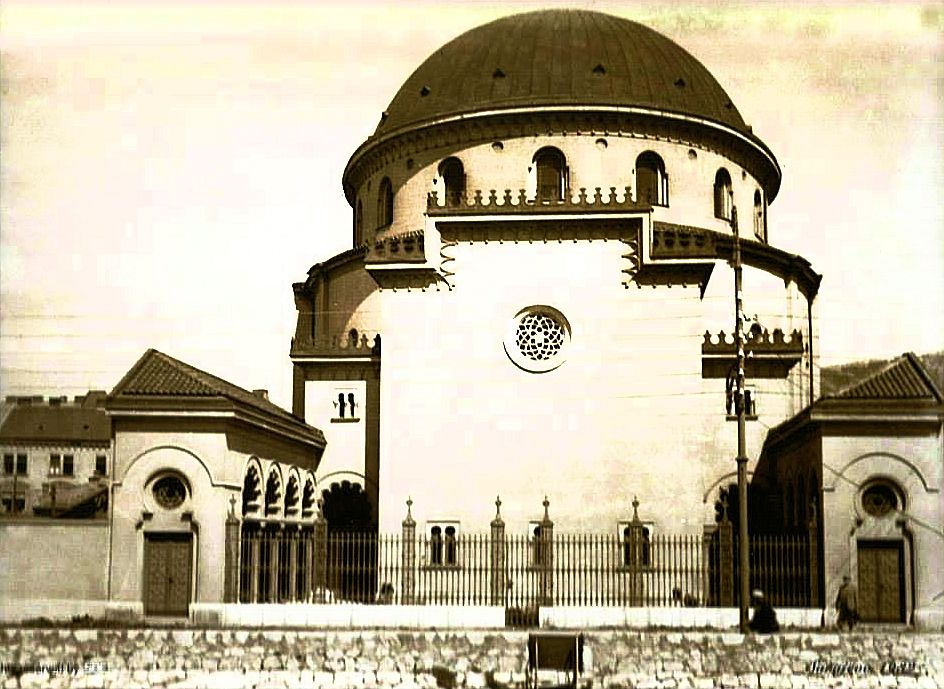
Synagogue séfarade (en) Il Kal Grande construite en 1932 et détruite en 1941
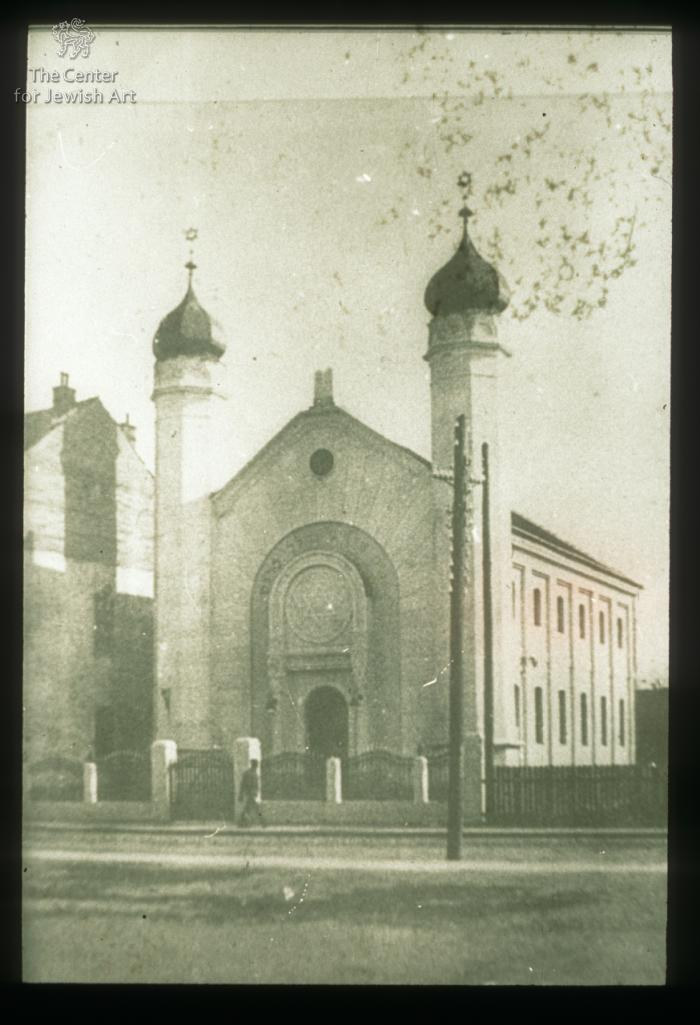
Synagogue de Bijeljina, 1900-1941
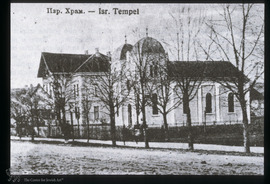
Synagogue (détruite) de Banja Luka à la place de laquelle est construit le centre culturel juif de la ville, av. 1940
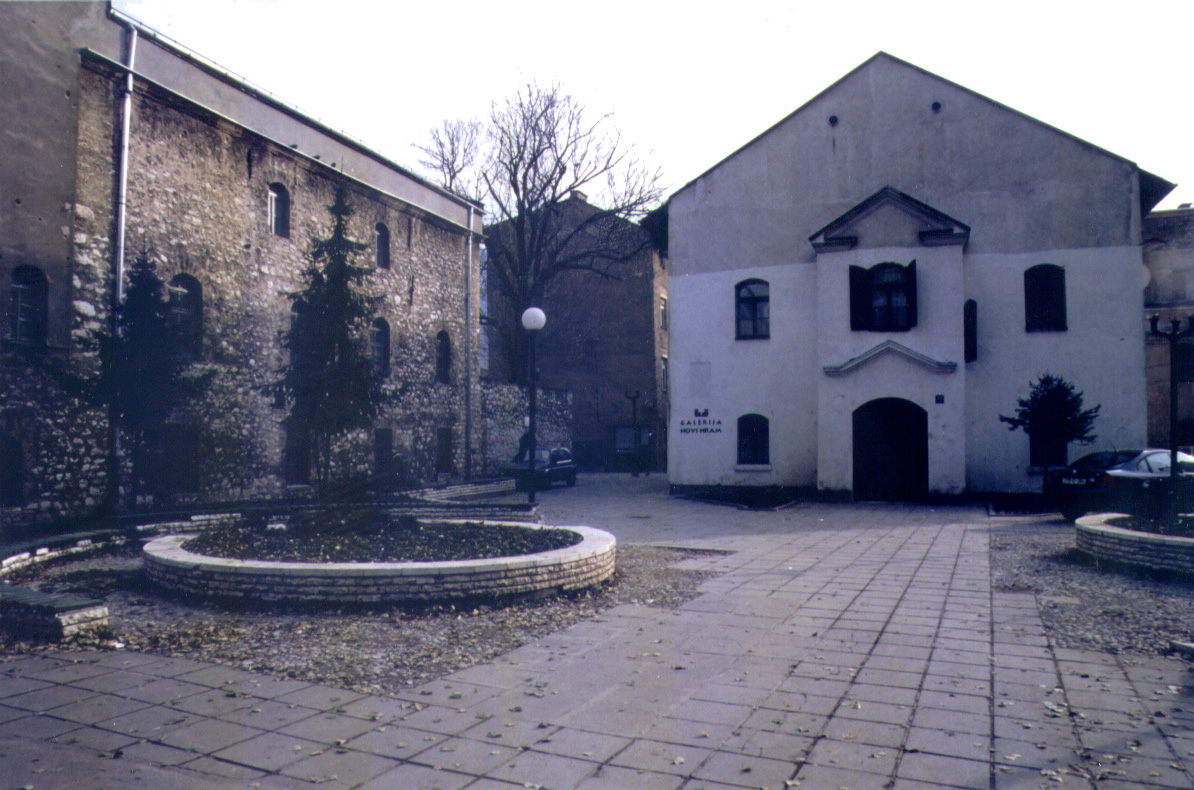
Synagogue Kal Nuevo (« Nouveau temple) » à Sarajevo
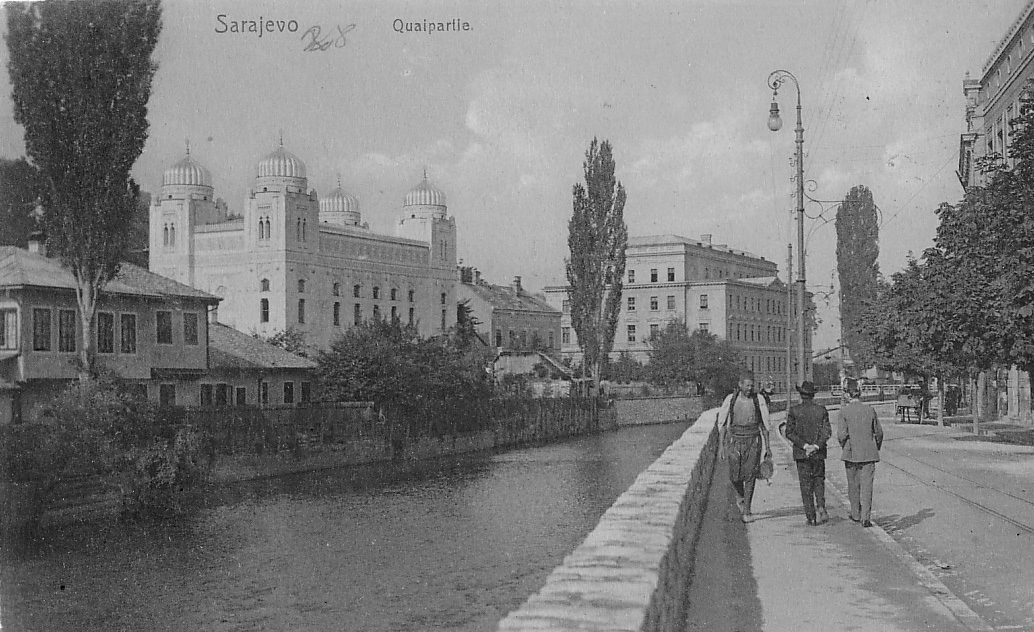
Synagogue ashkénaze de Sarajevo en 1914
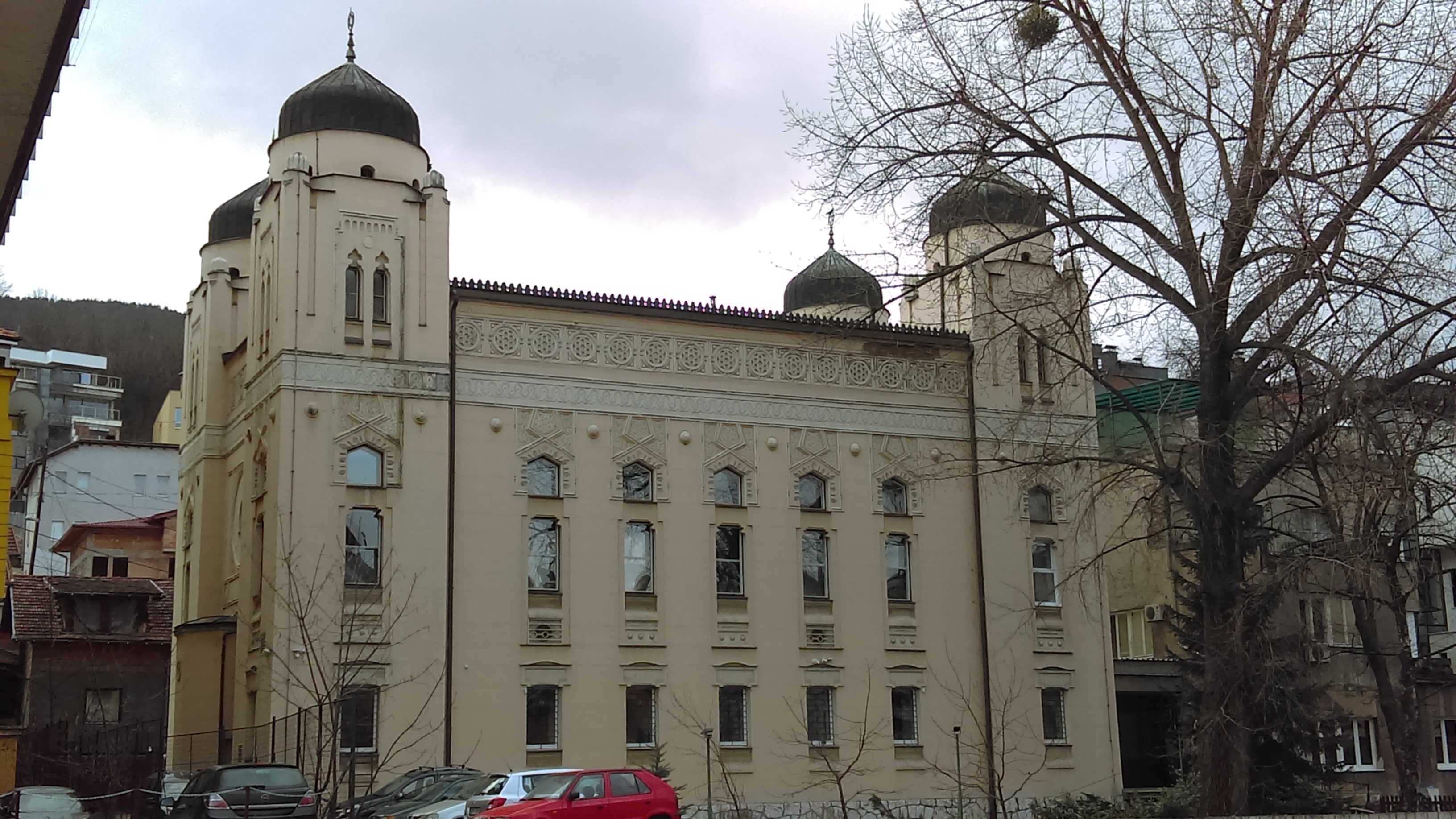
Synagogue ashkénaze de Sarajevo en 2018
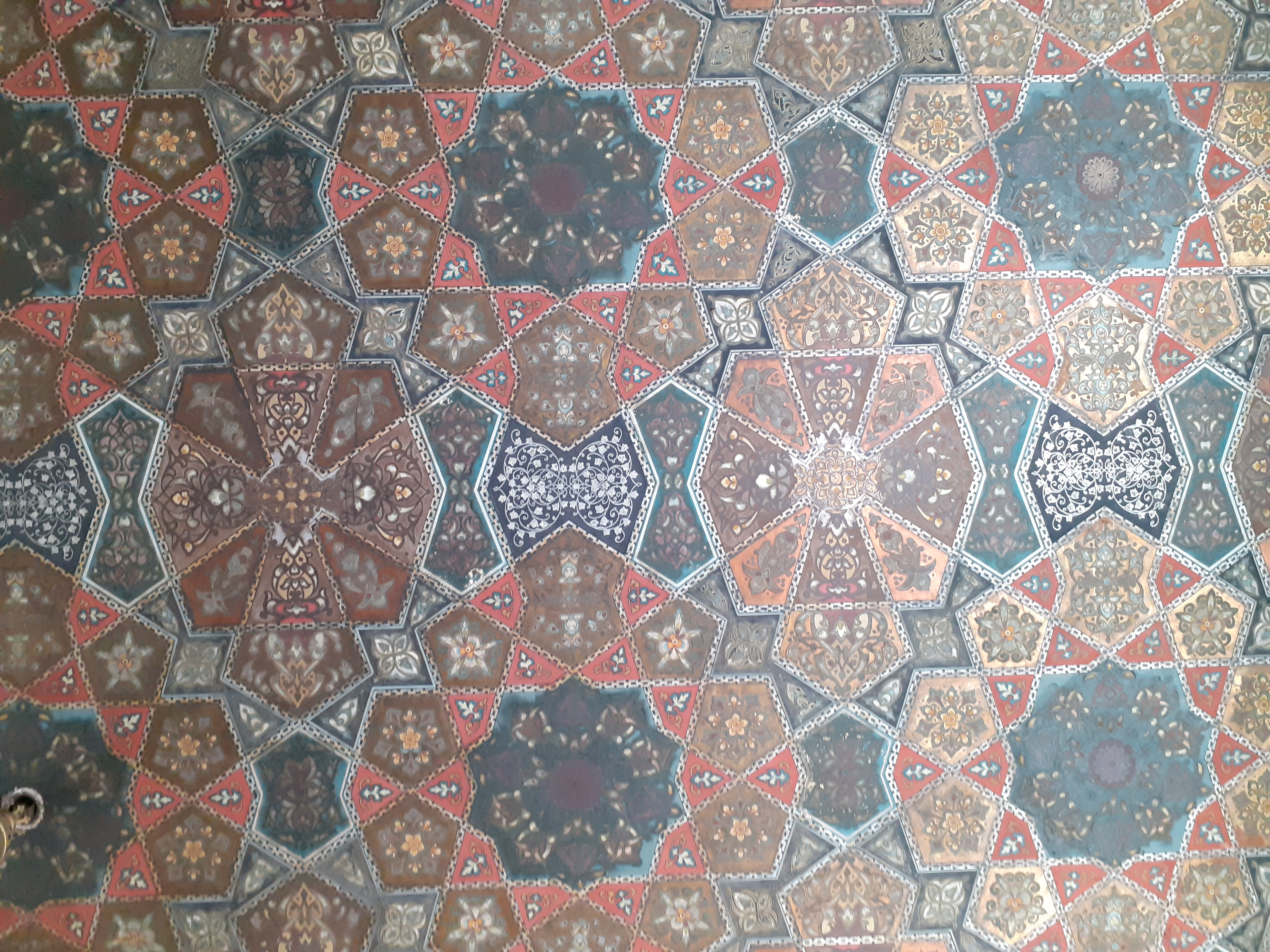
Détail du style neo-mauresque de la synagogue ashkénaze de Sarajevo
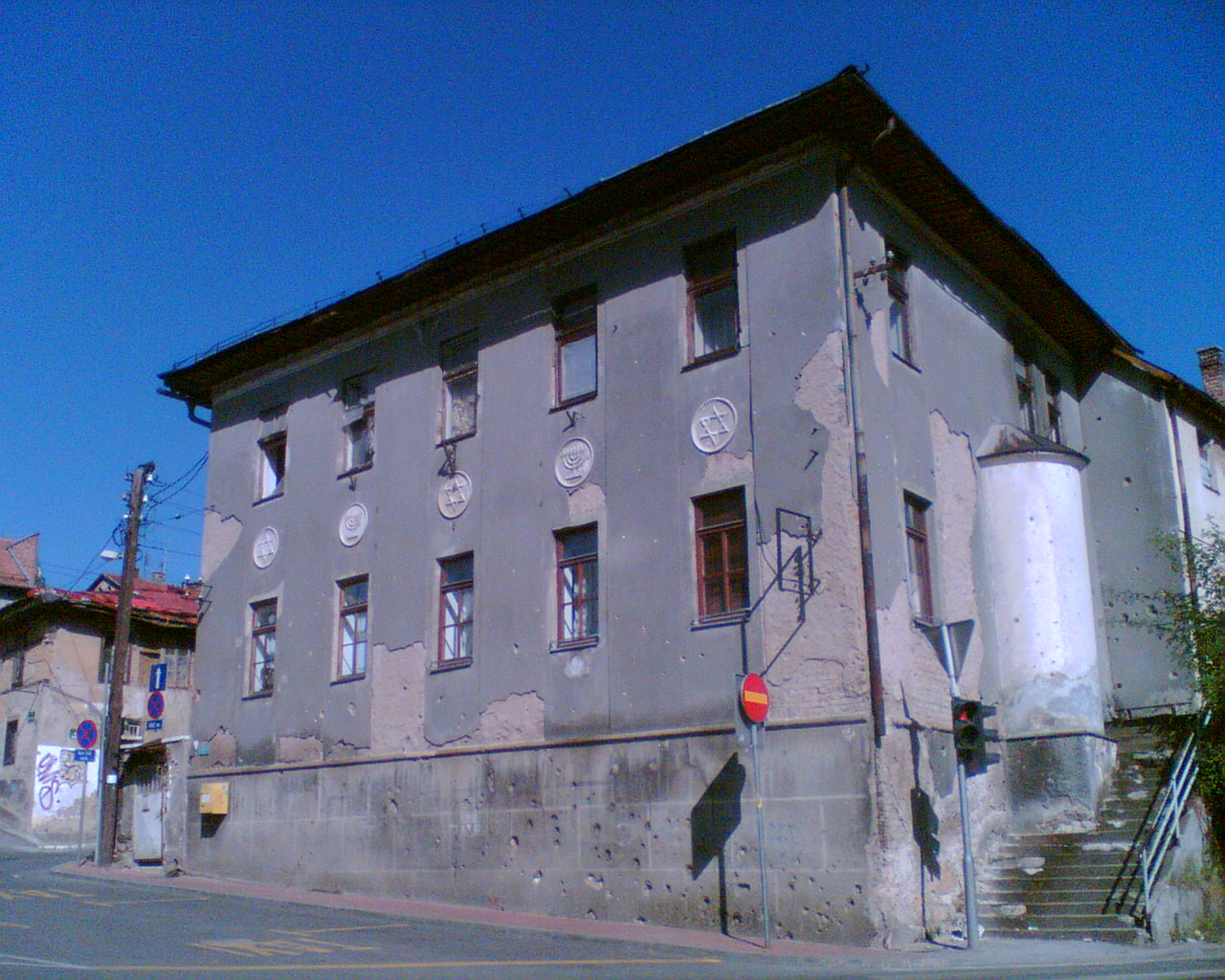
Synagogue Di La Bilava à Bjelave, quartier de Sarajevo, utilisée comme prison pendant la Seconde guerre mondiale
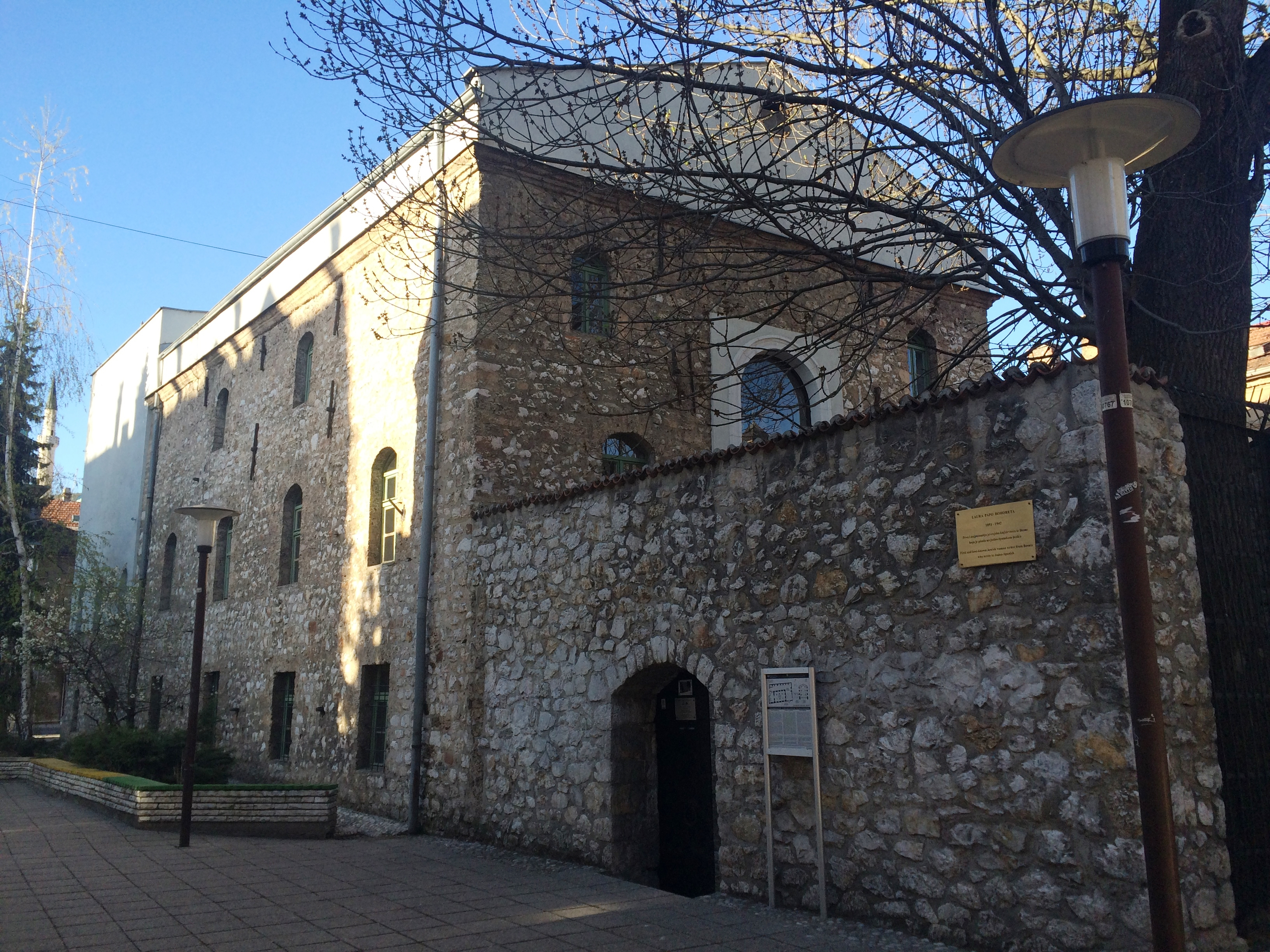
Ancienne grande synagogue de Sarayevo, devenue musée juif de Bosnie-Herzégovine
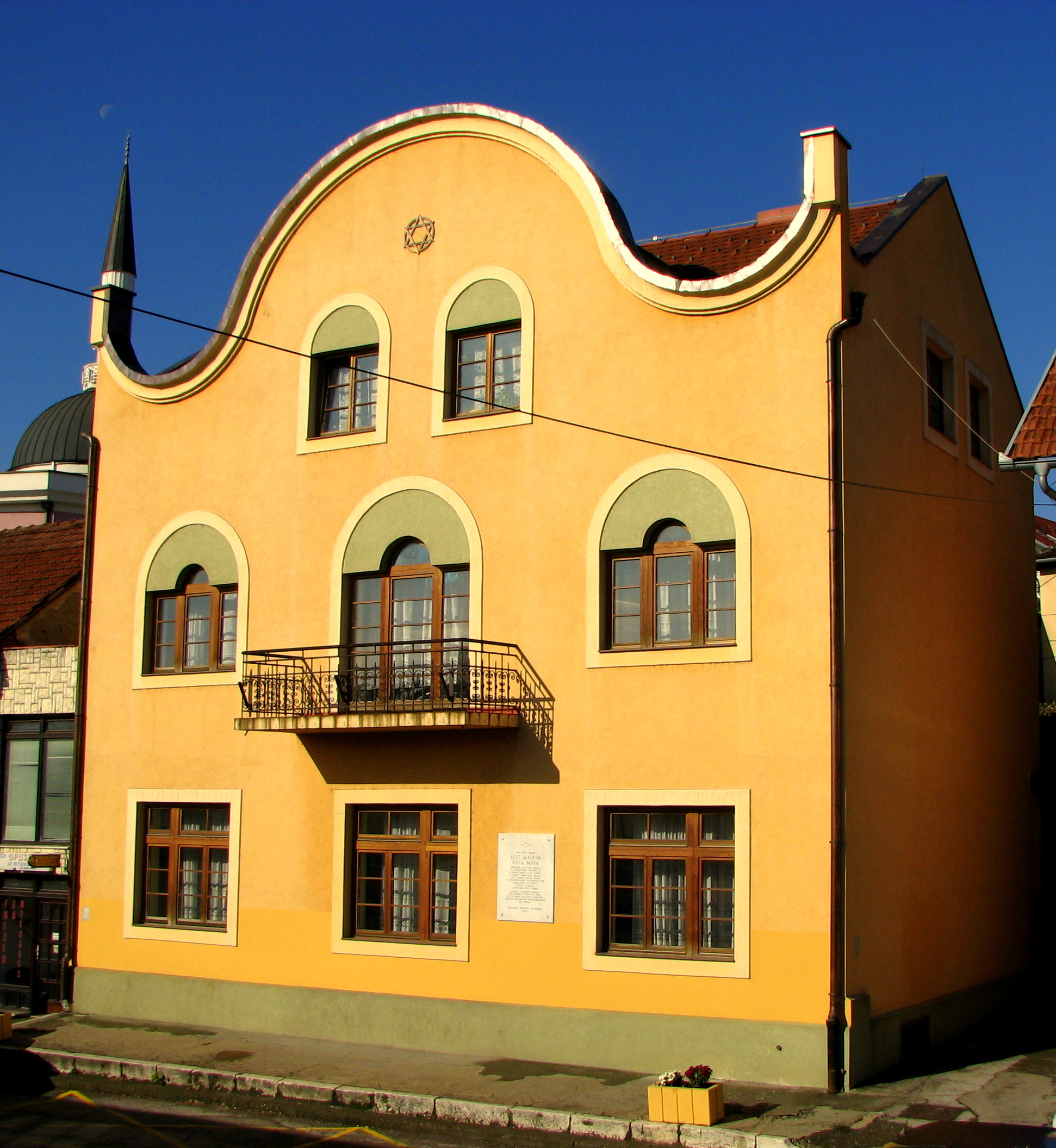
Synagogue de Doboj
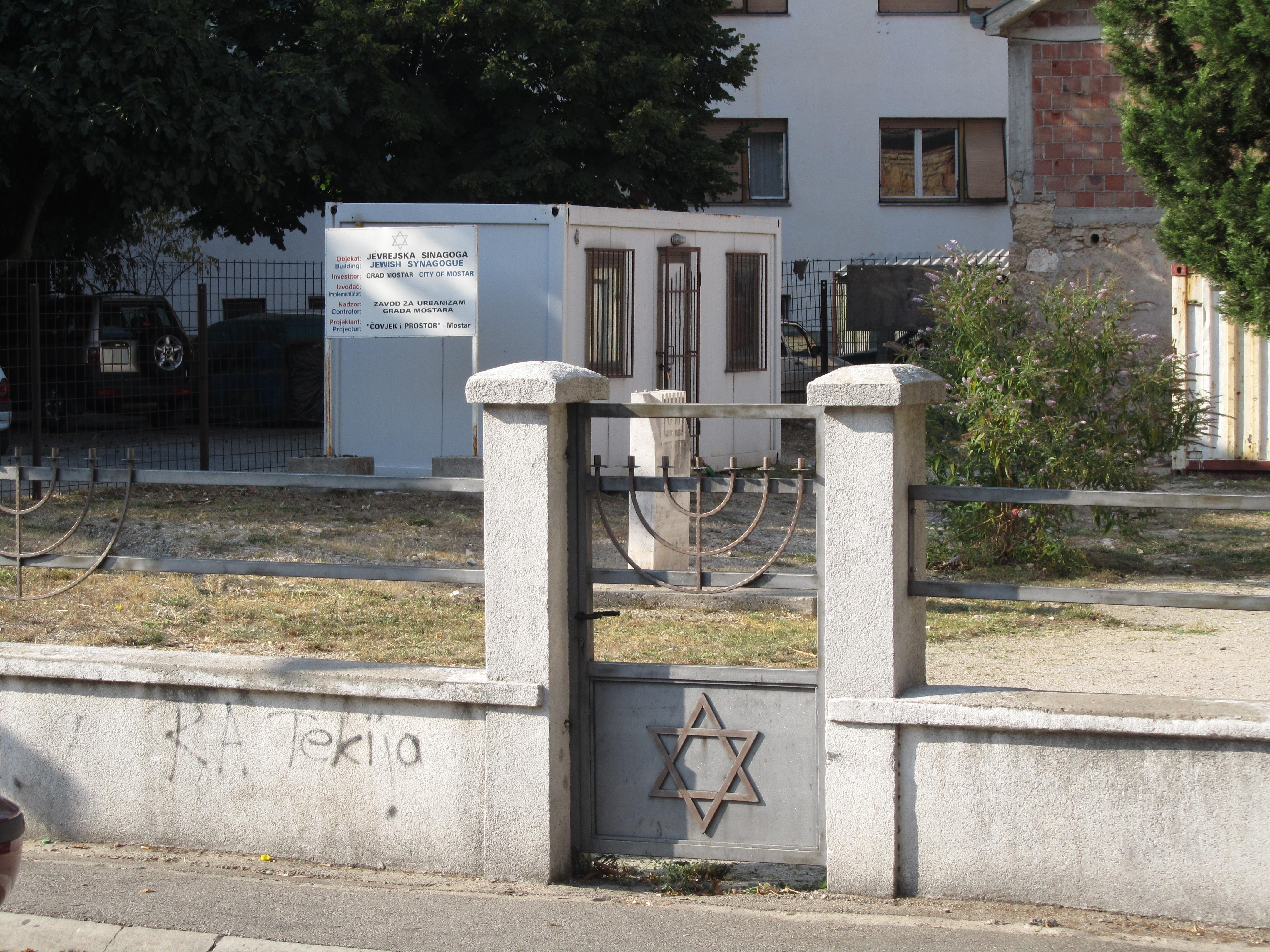
Site de la future synagogue de Mostar